# Lijst van hogeronderwijsinstellingen in Wit-Rusland
Hieronder een lijst van hogeronderwijsinstellingen in Wit-Rusland, gesorteerd naar oblast. Binnen het oblast zijn de instellingen gesorteerd op alfabet naar plaatsnaam. De overgrote meerderheid van het hoger onderwijs in Wit-Rusland is geconcentreerd in de hoofdstad Minsk. Andere plaatsen met een concentratie van hogeronderwijsinstellingen zijn Gomel, Mahiljow en Vitebsk. Alle instellingen zijn in eigendom van de Wit-Russische staat, alleen de met een sterretje (*) gemarkeerde scholen zijn in particulier eigendom.

## HoradMinsk

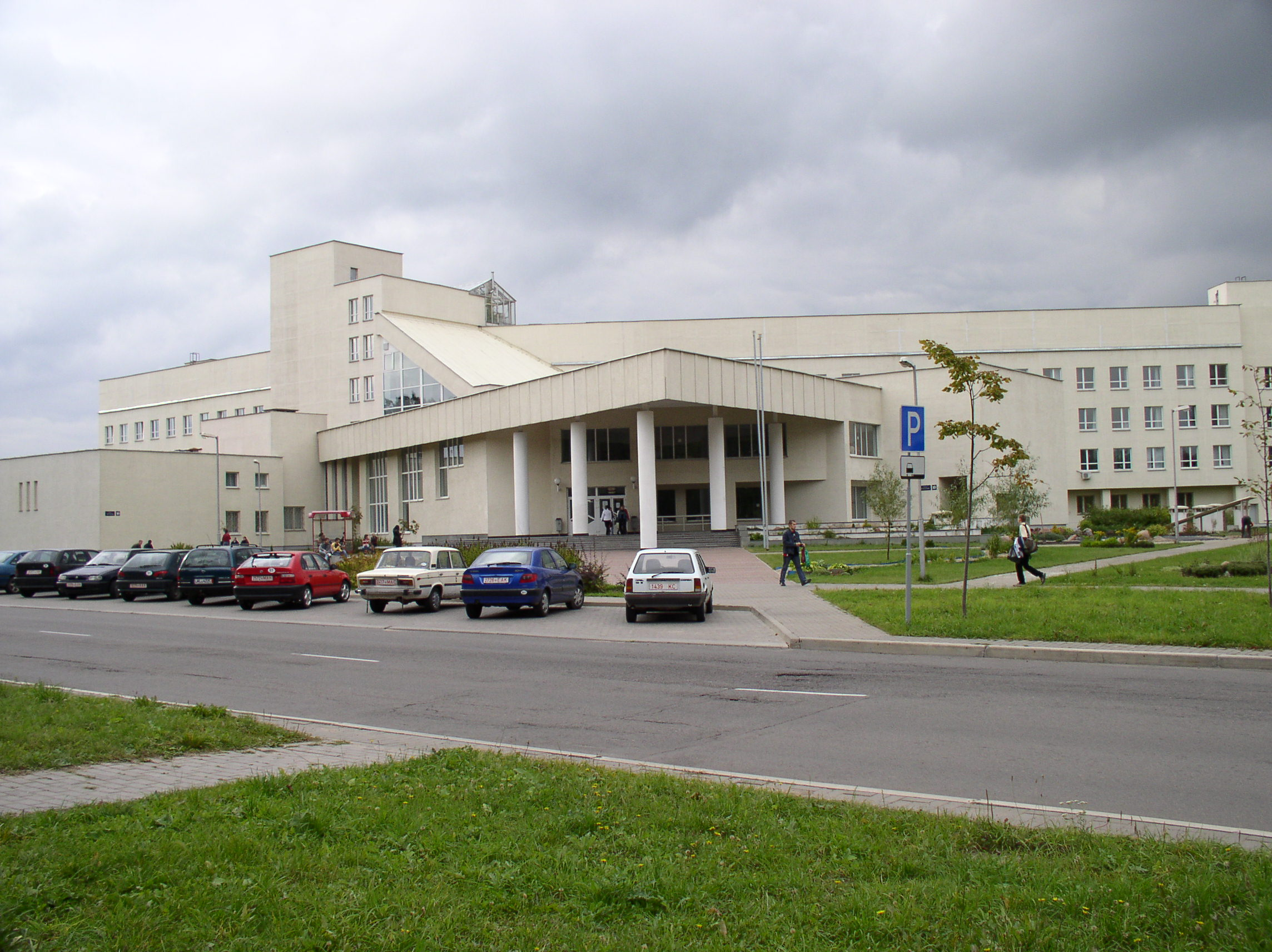
Nieuw gebouw van de faculteit biologie van de Wit-Russische Staatsuniversiteit

- Managementacademie van de President van de Republiek Wit-Rusland (Minsk)
- Academie van het Ministerie van Binnenlandse Zaken van de Republiek Wit-Rusland (Minsk)
- Militaire Academie van de Republiek Wit-Rusland (Minsk)
- Wit-Russische Staatsuniversiteit (Minsk)
- Wit-Russische Agrarisch-Technische Staatsuniversiteit (Minsk)
- Wit-Russische Economische Staatsuniversiteit (Minsk)
- Wit-Russische Medische Staatsuniversiteit (Minsk)
- Wit-Russische Pedagogische Staatsuniversiteit (Minsk)
- Wit-Russische Nationale Technische Universiteit (Minsk)
- Wit-Russische Technologische Staatsuniversiteit (Minsk)
- Wit-Russische Staatsuniversiteit voor Informatica en Radio-elektronica (Minsk)
- Wit-Russische Staatsuniversiteit voor Sport (Minsk)
- Wit-Russische Staatsuniversiteit voor Cultuur (Minsk)
- A.D. Sakharov Internationale Milieukundige Staatsuniversiteit (Minsk)
- Taalkundige Staatsuniversiteit Minsk (Minsk)
- Wit-Russische Staatsacademie voor Kunst (Minsk)
- Wit-Russische Staatsacademie voor Muziek (Minsk)
- (*) Wit-Russisch Commercieel Instituut voor Management (Minsk)
- (*) Instituut voor Zakelijke Activiteiten (Minsk)
- (*) Instituut voor Management en Bedrijfskunde (Minsk)
- (*) Instituut voor Parlementarisme en Bedrijfskunde (Minsk)
- (*) Managementinstituut Minsk (Minsk)
- Militair-Technisch Instituut van het Ministerie voor Rampbestrijding van de Republiek Wit-Rusland (Minsk)
- (*) Wit-Russisch Instituut voor Rechten (Minsk)
- (*) Instituut voor Moderne Kennis (Minsk)
- (*) Internationaal Instituut voor Geesteswetenschappen en Economie (Minsk)
- (*) Internationaal Instituut voor Arbeid en Sociale Relaties (Minsk)
- (*) Particulier Vrouweninstituut Envila (Minsk)
- Staatshogeschool voor Communicatie (Minsk)
- Hogeschool van het Ministerie van Binnenlandse Zaken van de Republiek Wit-Rusland Minsk (Minsk)
- Staatshogeschool voor Luchtvaart Minsk (Minsk)
- Staatshogeschool voor Radiotechniek Minsk (Minsk)

## oblast Brest
- Staatsuniversiteit Baranavitsjy (Baranavitsjy)
- A.S. Poesjkin Staatsuniversiteit Brest (Brest)
- Technische Staatsuniversiteit Brest (Brest)
- Staatsuniversiteit Polesië (Pinsk)

## oblast Gomel
- Francysk Skaryna Staatsuniversiteit Gomel (Gomel)
- (*) Wit-Russische Economische Handelsuniversiteit voor Consumentencoöperatie (Gomel)
- Medische Staatsuniversiteit Gomel (Gomel)
- O.P. Sukhoy Technische Staatsuniversiteit Gomel (Gomel)
- Wit-Russische Staatsuniversiteit voor Transport (Gomel)
- Technisch Instituut Gomel van het Ministerie voor Rampbestrijding van de Republiek Wit-Rusland (Gomel)
- Pedagogisch Staatsinstituut Mozir (Mozir)

## oblast Hrodna
- Janka Kupala Staatsuniversiteit Hrodna (Hrodna)
- Agrarische Staatsuniversiteit Hrodna (Hrodna)
- Medische Staatsuniversiteit Hrodna (Hrodna)

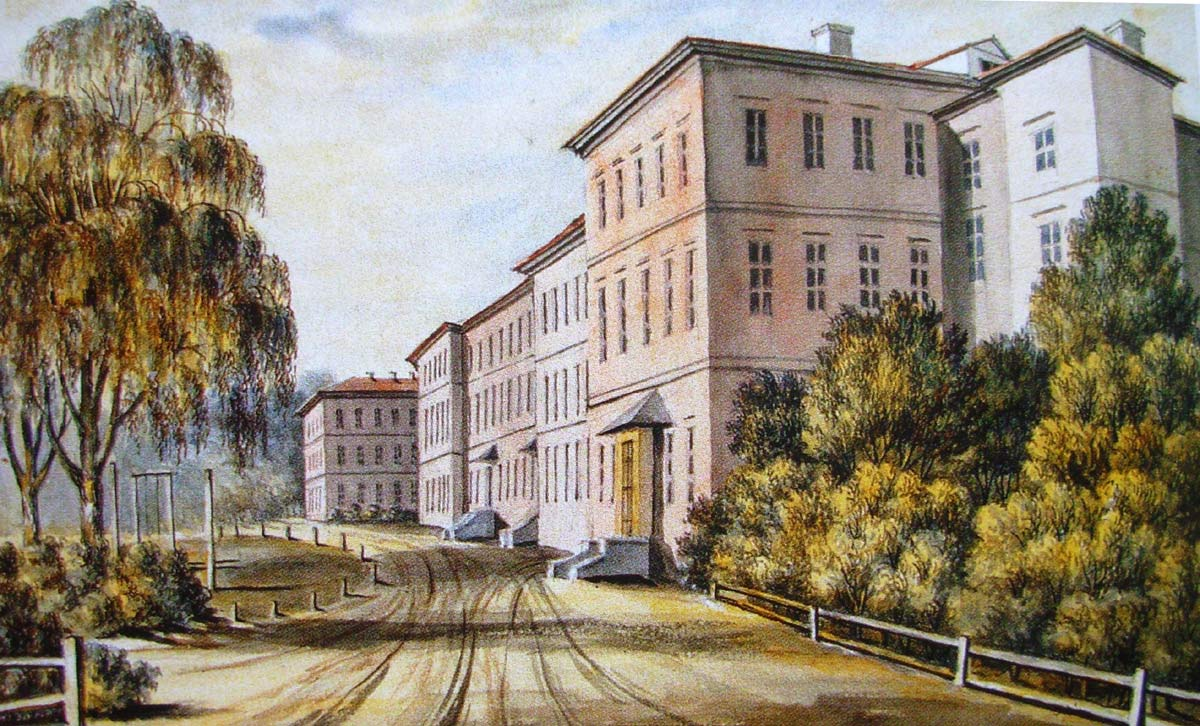
Tekening van het gebouw van het instituut voor landbouw in Horki (nu Wit-Russische Agrarische Staatsacademie) uit de tweede helft van de 19e eeuw (Napoleon Orda)

## oblast Mahiljou
- A.A. Kuliashou Staatsuniversiteit Mahiljow (Mahiljow)
- Technische Staatsuniversiteit Mahiljow (Mahiljow)
- Staatsuniversiteit voor Voeding Mahiljow (Mahiljow)
- (*) V.P. Kovalev Financieel-Economisch Instituut Mahiljow (Mahiljow)
- Wit-Russische Agrarische Staatsacademie (Horki)

## oblast Minsk
In het Voblast Minsk is geen hogeronderwijsinstelling gevestigd.

## oblast Vitebsk
- Staatsuniversiteit Polatsk (Polatsk)
- P.M. Masherov Staatsuniversiteit Vitebsk (Vitebsk)
- Medische Staatsuniversiteit Vitebsk (Vitebsk)
- Technologische Staatsuniversiteit Vitebsk (Vitebsk)
- Staatsacademie voor Diergeneeskunde Vitebsk (Vitebsk)